# Vanderlindensmolen
De Vanderlindensmolen is een watermolen in Nederzwalm-Hermelgem, deelgemeente van de Belgische gemeente Zwalm. Deze bakstenen molen bevindt zich in de Biestmolenstraat, op een aftakking van de Peerdestokbeek (verlengde van de Boekelbeek). De molen heeft achtereenvolgens dienst gedaan als blekerij of wasmolen, als oliemolen en vanaf 1870 als graanmolen. De benaming is afkomstig van een vroegere eigenaar.  Het molenhuis is een zelfstandig gebouw met twee toegangsdeuren. Er zijn twee koppels maalstenen. Sinds 1963 wordt de molen niet meer gebruikt. De vanderlindensmolen is sinds 1985 beschermd als monument en als dorpsgezicht. De molen is privébezit.